# Hostomice (Ústí nad Labem)
Hostomice é uma comuna checa localizada na região de Ústí nad Labem, distrito de Teplice.